# Tolga During
Tolga During (* 1977 in Istanbul) ist ein niederländisch-türkischer Jazz- und Weltmusiker (Gitarre, Komposition), der seine Karriere als Tolga Emilio begann.

## Leben und Wirken
During, der auf der Insel Texel in den Niederlanden groß wurde, wuchs in einer Künstlerfamilie auf: Sein Großvater leitete einst die zweiten Geigen im Concertgebouw Orkest in Amsterdam, während sein Vater als Geigenbauer tätig ist. Seine Mutter ist Keramikerin. Einer seiner Brüder ist der Musiker Sjahin During. Seitdem er acht Jahre alt war, erhielt er klassischen Gitarrenunterricht. Als Jugendlicher begann er, in lokalen Rockbands zu spielen. Mit achtzehn Jahren zog er nach Amsterdam, wo er den Jazz entdeckte und sich für den Jazz Manouche begeisterte. Er lernte von Musikern wie Biréli Lagrène, Jimmy Rosenberg und Fapy Lafertin.
Nach der Veröffentlichung seines ersten Albums Bohemia (1999) trat er als Tolga Emilio auf niederländischen Festivals, aber auch beim Montreux Jazz Festival und dem Jazzfestival Terrassa auf. 2003 veröffentlichte er mit seinem Trio, zu dem der Gitarrist Bart Rozemeyer und der Kontrabassist Arnoud van den Berg gehörten, bei Munich Records das Album G-Bop. Seit 2005 lebt er in Italien. 2006 trat er mit seinem Tolga Emilio Trio bei Pori Jazz auf.
Mit dem Akkordeonisten Enrico Pelliconi und dem Bassisten Pippi Dimonte bildete er als Tolga During das Trio Liberdjango (A Ramingo 2024). Mit dem Bassklarinettisten Francesco Giacalone und dem Bassisten Giuseppe Dimonte gründete er das Ensemble OttoMani, das zum Teil um den Perkussionisten Francesco Savorett erweitert wird und 2018 das Album Gelibolu vorlegte, welches gute Kritiken erhielt. In dieser Formation spielt er eine Doppelhalsgitarre mit einem bundlosen Hals.
During arbeitete weiterhin mit Musikern wie Robin Nolan, dem Rosenberg Trio oder Achille Succi zusammen. Bisher (2025) hat er 13 Alben als Bandleader aufgenommen und zahlreiche Konzerte für Hörfunk und Fernsehen gespielt.